# Acton Hill Church
Acton Hill Church – kościół protestancki położony w zachodniej części Londynu, Actonie.

## Historia
Świątynia została zbudowana w 1907 w miejscu kaplicy. Budowla została zaprojektowana przez firmę Gordon & Gordon, a do jej wykonania posłużył kamień budowlany oraz wapień. Pierwotnie kościół został zaprojektowany by pomieścić 1000 osób, w tym 780 na parterze. W 1976 po zamknięciu zboru kongregacjonalistycznego na ulicy Churchfield Road została zawarta umowa ze Zjednoczonym Kościołem Reformowanym (United Reformed Church) mająca na celu wspólne korzystanie z kościoła. Budynek został bardziej przystosowany i zmodernizowany w 1978 roku.
Kościół znajduje się w zachodniej części Londynu - Actonie na ulicy Acton High Street.